# Erateina melanocera
Erateina melanocera là một loài bướm đêm trong họ Geometridae.